# Heckler & Koch USP
Heckler & Koch USP (zkratka Universale Selbstladepistole – univerzální samonabíjecí pistole) je poloautomatická pistole německé výroby vyráběná firmou Heckler & Koch.
USP vznikla v roce 1991 jako civilní verze pistole Mk 23 SOCOM, kterou používají speciální jednotky amerického námořnictva Navy SEAL. Vyrábí se dodnes v různých provedeních, které používají různé náboje. První verze měla typ .40 S&W, později však vznikly verze, které měly náboje .45 ACP, .357 SIG a 9 mm Luger Parabellum.
USP je používaná mnoha armádami a policejními sbory na celém světě. Jako první ji začala používat německá Bundeswehr pod názvem P8. Později estonská policie jako náhradu za Makarov, potom irská, japonská, korejská, španělská a malajsijská policie.
USP má plastový rám. Ovládaní pojistky je na jedné straně, dá se však namontovat nová páčka na druhou stranu. Spoušť na vypuštění zásobníku je na obou stranách rukojetě. Její nevýhodou je však silný zpětný ráz a robustnost. Zásobník může mít různé velikosti – to závisí od použitého náboje. Největší má kapacitu 18 nábojů. Zásobníky mohou být kovové nebo plastové.
Nástupce této řady je model H&K P2000, kal.: 9×19 mm, z jehož koncepce vyšla nejnovější pistole HK P30, kal.: 9×19 mm, která byla označena za jednu z nejlepších služebních zbraní.
V roce 2008 (původně v roce 2007) přibude model H&K P30L, kal.: 9×19 mm, a modely HK45 a HK45C na náboje .45ACP (.45Auto).

## Verze
USP má mnoho variant, které jsou v různých nábojích a mají i různé konstrukční odchylky:
- USP Compact,
- USP Compact Tactical – policejní verze,
- USP Tactical – policejní verze, má delší hlaveň, na kterou sa dá nasadit tlumič,
- USP Expert,
- USP Match,
- USP Elite.

Verze Match a Expert jsou nejvhodnější pro sportovní střelbu.